# Mount Gough, Antarktis
Mount Gough är ett berg i Antarktis. Det ligger i Östantarktis. Australien gör anspråk på området. Toppen på Mount Gough är 1 614 meter över havet, eller 26 meter över den omgivande terrängen. Bredden vid basen är 0,44 km.
Terrängen runt Mount Gough är kuperad åt nordväst, men åt sydost är den bergig. Trakten är obefolkad. Det finns inga samhällen i närheten.